# Clotilde Adnet
Clotilde Adnet, née à Argentan le 7 novembre 1874 et morte le 30 juin 1933 à Bagnolet, est une brodeuse, militante anarchiste illégaliste et fausse monnayeuse française. Elle est surtout connue pour son action pendant la naissance de l'illégalisme, où elle s'associe avec d'autres jeunes anarchistes, formant avec eux la bande de la rue des Abbesses.
Adnet rejoint le mouvement anarchiste avec sa soeur, Jeanne Adnet, et forme avec elle et d'autres militants la bande de la rue des Abbesses, qui s'engage dans des activités illégalistes. Passée en Belgique après avoir été libérée d'une première condamnation, la militante y entreprend de faire de la fausse monnaie, ce qui mène à son arrestation en 1897 puis à sa condamnation à six ans de prison ferme. Elle s'évade de prison le 23 mai 1897 et parvient à distancer la police belge lancée à sa poursuite, arrivant en France, puis prenant le chemin de l'exil en Angleterre. 
Alors qu'elle se trouve à Londres avec un autre illégaliste, et que les deux reprennent leurs activités de faux monnayeurs, ils sont arrêtés, Adnet essaie de s'enfuir en sautant par la fenêtre avant d'être condamnée à cinq ans de prison puis extradée vers la Belgique. L'anarchiste rentre ensuite en France et se marie en 1909. Elle meurt à Bagnolet en 1933. 
Le traitement que fait la presse d'époque de sa figure invisibilise sa pensée et ses actions.

## Biographie

### Jeunesse et premières actions

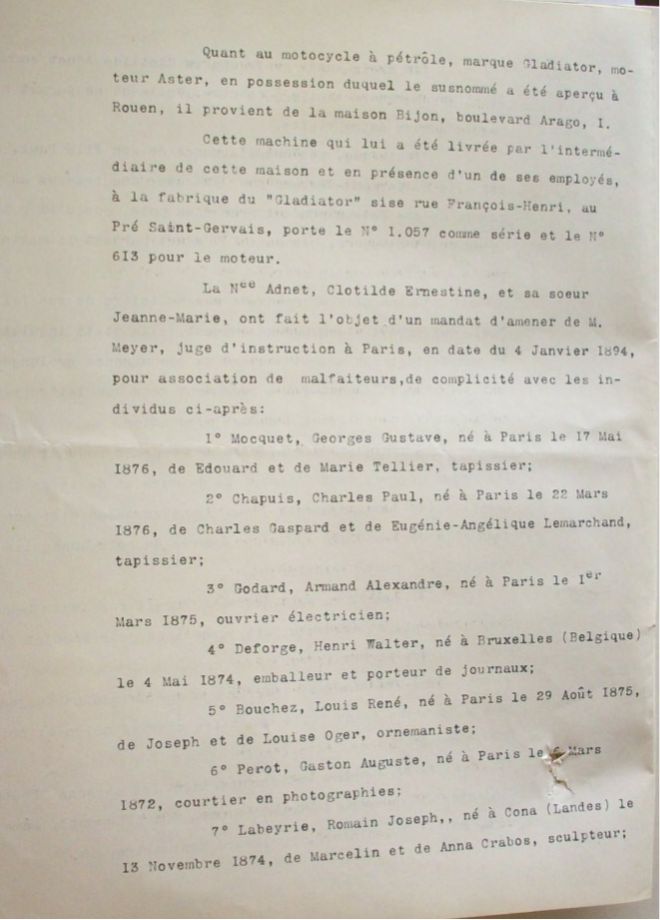
Rapport de police sur l'arrestation des soeurs Adnet et de leurs complices présumés (Archives de Meurthe et Moselle, courtoisie d'Archives anarchistes).

Clotilde Ernestine Adnet naît à Argentan le 7 novembre 1874. Selon son acte de naissance, sa mère se nomme Louise Elisabeth Accard et n'a pas d'emploi, tandis que son père se nomme Victor Adnet et est employé en chemins de fers.
Avec sa soeur, Jeanne Adnet, elle fréquente des réunions anarchistes à partir de 1893. Elle est convaincue par sa sœur du bien fondé de l'anarchisme et, ne pouvant « s’habituer à voir sa famille dans une situation proche de la misère », Adnet rejoint le mouvement anarchiste. Les deux Adnet forment un groupe avec d'autres jeunes de la rue des Abbesses et sont arrêtées au début de l'année 1894 sous l'accusation d'association de malfaiteurs et accusées de vols. L'affaire se solde par un non-lieu et elle est libérée.
Adnet s'installe à Liège avec Armand Godard, un autre membre du groupe, à la fin de l'année 1896. Les deux, hébergés par l'anarchiste belge Jacques Berré, inquiété quelques années plus tôt, dans les tentatives d'attentats de Liège, en 1892, y produisent de la fausse monnaie, en l'occurrence de fausses pièces. Adnet est arrêtée et condamnée à six mois de prison, tandis que Godard réussit à éviter toute répercussion. 

En parallèle, un membre du groupe des Abbesses, Louis Boucher, est arrêté pour faux monnayage en France, ce qui mène à l'arrestation de la plupart des compagnons du groupe. Les deux Adnet sont les seules à échapper aux arrestations. Libérée après sa peine et renvoyée en France, Adnet repasse en Belgique et retrouve Berré, chez qui elle dort un temps, puis rejoint Godard à Ernonheid en avril 1897. Les deux sont visités tous les huit jours par Berré, qui leur apporte des sacs de plâtre avec sa charrette. Dans les mois suivants, l'anarchiste est remarquée comme se procurant divers produits chimiques servant à la confection de fausse-monnaie.

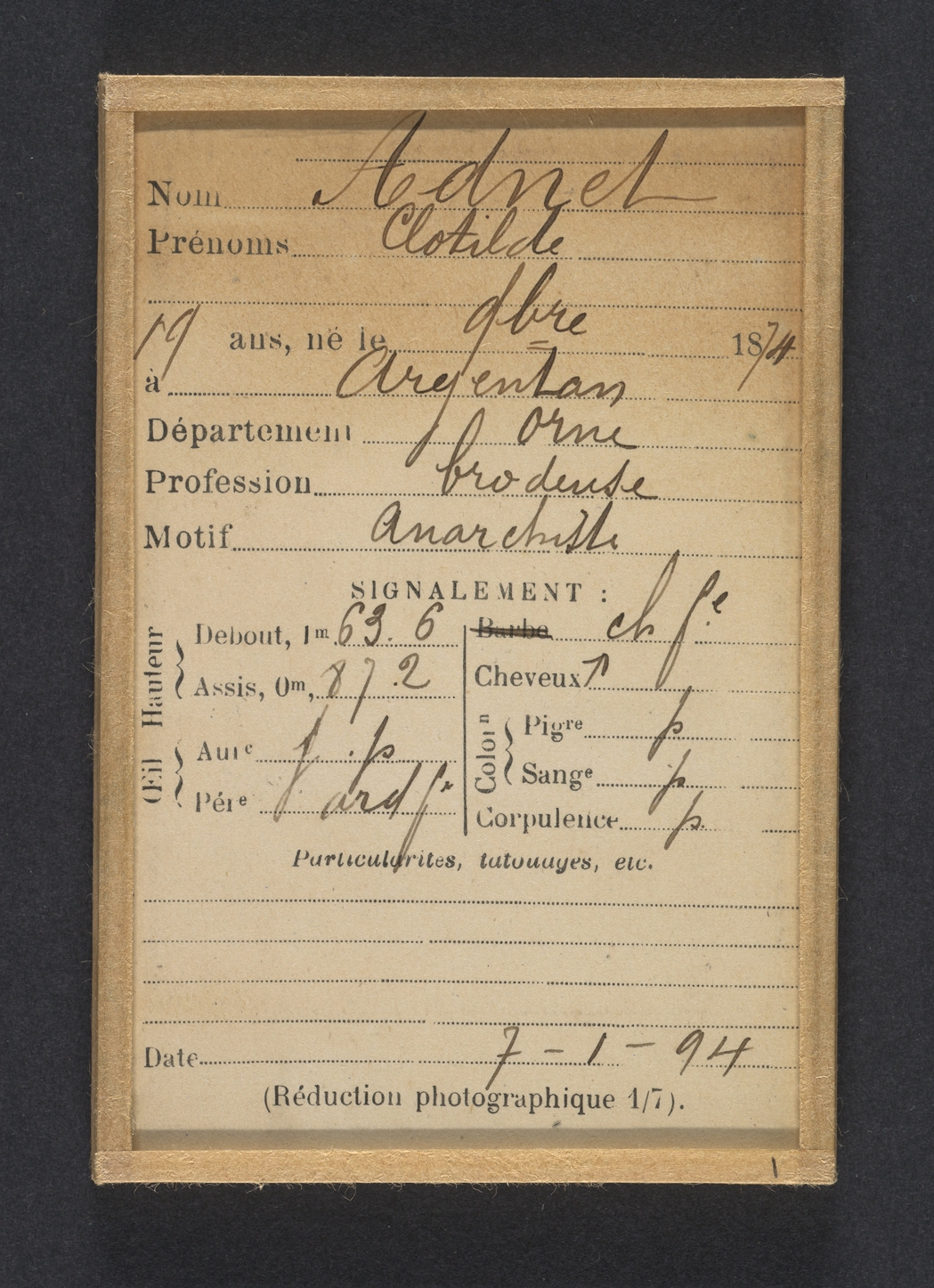
Fichier Bertillon sur Clotilde Adnet (1894).

Adnet, Berré et Godard sont arrêtés après avoir tenté d'écouler de fausses pièces de monnaie ; d'abord Berré, puis Godard. Après l'arrestation de Godard, le domicile qu'ils habitent est perquisitionné et la police belge y trouve des milliers de fausses pièces, des lingots, des produits chimiques, des creusets - tout l'outillage nécessaire pour fabriquer de la fausse monnaie. Les trois sont jugés et Adnet condamnée à six ans de prison ferme.

### Évasion de la prison des Petits-Carmes

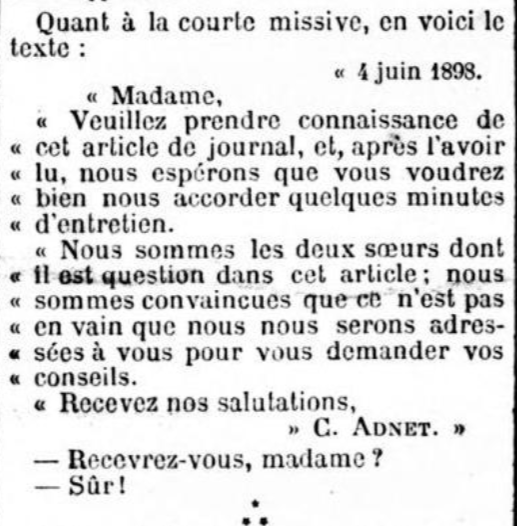
Séverine donnant une lettre de Clotilde Adnet pour la soutenir après son évasion de prison, La Fronde, le 3 juillet 1898.

Le 23 mai 1897, Jeanne Adnet rend visite à sa sœur en prison. L'anarchiste vient vêtue de vêtements sombres, le visage masqué par une voilette blanche. Les deux se retrouvent et profitent de la configuration du parloir, composé de cabines séparées par des treillis, pour intervertir les treillis, échanger leurs habits et leurs places. Clotilde Adnet fait semblant de pleurer et de s'apitoyer sur sa sœur en mettant ses mains sur son visage, ce qui pousse une gardienne à la reconduire à l'entrée. Pendant ce temps, Jeanne rejoint la cellule et lorsque la gardienne lui enlève sa cagoule et se rend compte qu'il ne s'agit pas de l'évadée, éclate de rire. Elle est libérée quelques mois plus tard, en juillet 1897,.

### Fuite en Angleterre et dernières années
Clotilde Adnet est alors en fuite, passe rapidement la frontière avec la France puis prend un paquebot à Calais pour l'Angleterre, où elle se réfugie à Londres. La journaliste anarchiste Séverine publie des articles pour la défendre dans le journal féministe La Fronde. Elle s'installe avec Mathurin-Joseph Auffret, un autre militant anarchiste illégaliste, qui fabrique des faux billets de la Banque nationale de l’Afrique du Sud. Lorsque la police britannique vient l'arrêter, Adnet essaie de s'enfuir en sautant de la fenêtre du deuxième étage, mais est arrêtée par les agents après avoir profité de la confusion pour avaler des documents compromettants. Elle est condamnée à cinq ans de prison puis extradée vers la Belgique à la place.
Adnet revient ensuite en France. Elle se marie en 1909 et meurt le 30 juin 1933 à Bagnolet. 

## Postérité

### Traitement genré par la presse de l'époque
Selon l'historienne Kathryne Adair Corbin, le traitement d'Adnet par la presse de l'époque, est indicatif d'un traitement genré des illégalistes ou criminelles féminines. Ainsi, contrairement aux illégalistes ou faux-monnayeurs masculins, la presse agit généralement en leur donnant une place bien moins importante, en se concentrant peu sur leurs cas, sans s'interroger sur leurs motivations, leurs situations, etc. À titre d'exemple, hormis Séverine, qui consacre plusieurs colonnes en une de La Fronde au cas d'Adnet, la presse de l'époque ne lui consacre qu'un ou deux paragraphes. Sa pensée et ses actions sont ainsi invisibilisées par la presse de la Belle Époque.

### Photographie policière
Sa photographie policière fait partie des collections du Metropolitan Museum of Art (MET).